# Cissus boliviana
Cissus boliviana är en vinväxtart som beskrevs av J. A. Lombardi. Cissus boliviana ingår i släktet Cissus och familjen vinväxter. Inga underarter finns listade i Catalogue of Life.